# Plouhinec (Finistère)
Plouhinec (bret. Ploeneg) – miejscowość i gmina we Francji, w regionie Bretania, w departamencie Finistère.
Według danych na rok 1990 gminę zamieszkiwały 4524 osoby, a gęstość zaludnienia wynosiła 161 osób/km² (wśród 1269 gmin Bretanii Plouhinec plasuje się na 101. miejscu pod względem liczby ludności, natomiast pod względem powierzchni na miejscu 312.).